# 구즈키리

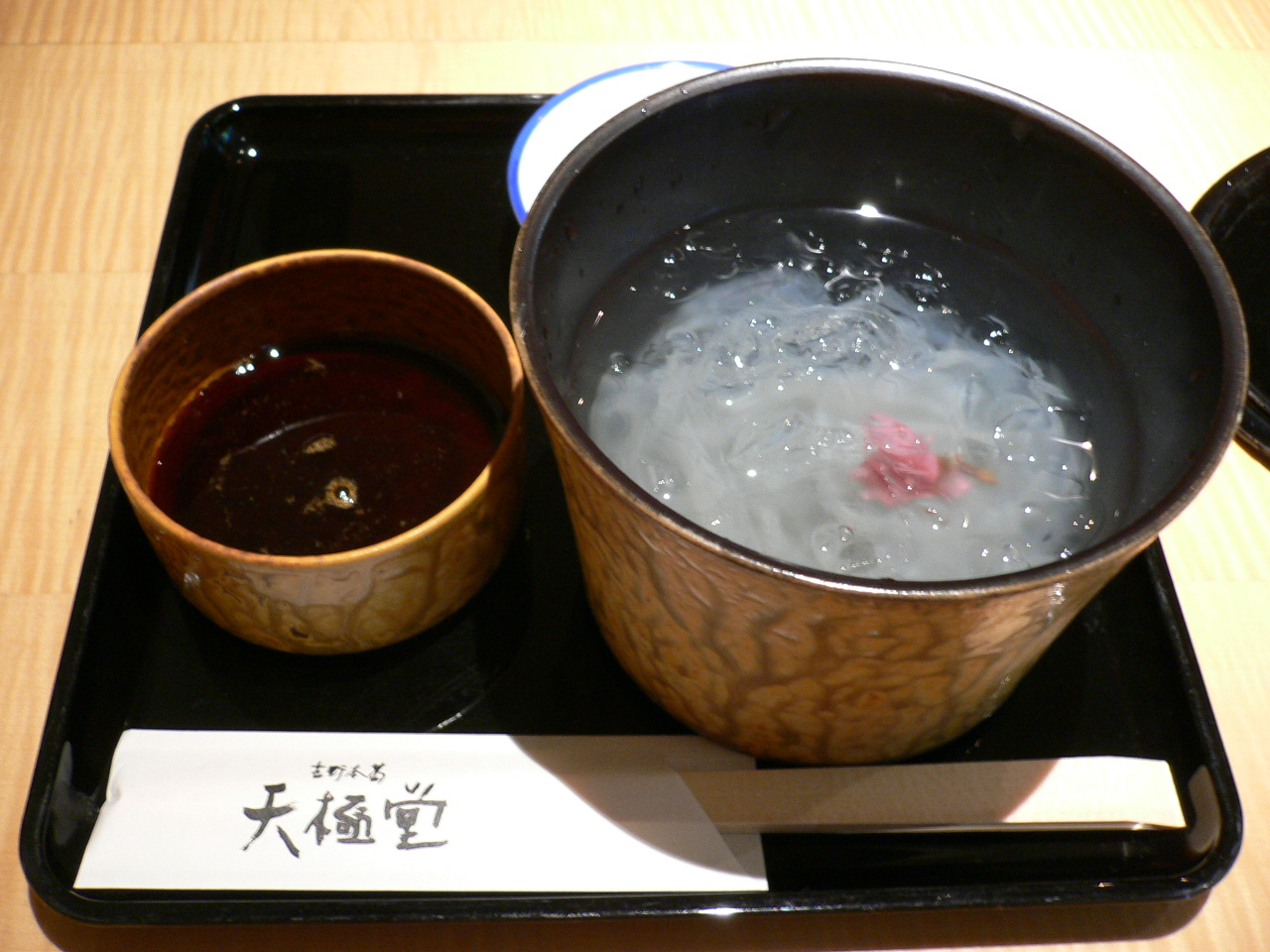
구즈키리

구즈키리(葛切り)는 일본의 요리이다. 칡가루를 물에 녹여 틀에 담은 후 가열한 뒤, 다시 냉각하여 굳힌 것을 우동처럼 가늘고 길게 잘라 만드는 국수 모양이다. 젤라틴이나 한천은 가열 후 냉각하면서 굳혀지지만 구즈키리는 전분 형태이기에 가열하면서 굳혀진다는 차이점이 있다. 다 만든 구즈키리는 차가운 꿀을 뿌려 먹거나, 말려서 나베 (찌개)요리에 재료로 넣기도 한다.
칡가루는 몸을 따뜻하게 만들어 혈액순환을 좋게 하는 효과가 있기 때문에, 일본에서는 예로부터 갈근탕 (칡뿌리탕)을 만들어 감기 치료에 쓰거나, 위장 불량 시 민간요법으로 이용되어 왔다. 한편 칡가루가 비싸다는 이유로 칡 대신 감자 전분 등을 재료로 삼아 만든 것이 구즈키리 대용으로 널리 쓰이고도 있다.
구즈키리는 여름에 주로 먹으며, 교토 기온의 문인들이 즐겨 먹었다고 전해져서 교토의 전통 디저트로 취급되기도 한다.

## 같이 보기
- 창면
- 실곤약